# بوكر تي واشنطن
بوكر تي واشنطن (بالإنجليزية: Booker T. Washington) ولد عبدا في مزرعة ب مقاطعة فرانكلين (فيرجينيا) في 5 أبريل 1856 وتوفي بمدينة توسكيجي في 14 نوفمبر 1915  هو كاتب ومدافع عن حقوق الأميركيين السود. رتفع ليصبح واحد من أكثر المفكرين تأثيرا في أواخر القرن ال19. في عام 1881، أسس معهد توسكيجي، مدرسة للامريكان من اصول أفريقية في ألاباما المكرسة لتدريب المعلمين. وعمل أيضا وراء تشكيل للمجلس الوطنى لدوري الزنجي، وشغل منصب مستشار الرئيس ثيودور روزفلت وويليام هوارد تافت.
ينتمي واشنطن إلى الجيل الأخير من القادة الأمريكيين السود الذين ولدوا في العبودية، وأصبحوا الصوت الرائد لمن كانوا في العبودية وذريتهم. كان هؤلاء يخضعون للاضطهاد من جديد في الجنوب عبر إلغاء حقهم في الاقتراع وقوانين جيم كرو الإقصائية المًشرّعة في الولايات الجنوبية في عصر إعادة الإعمار أواخر القرن التاسع عشر وبداية القرن العشرين.
كان واشنطن من المناصرين الرئيسيين للشركات الأمريكية الأفريقية وواحدًا من مؤسسي رابطة أصحاب الأعمال الزنوج الوطنية. اتخذ معهد توسكيجي مقرًا له، وهو كلية تاريخية للسود في توسكيجي في ألاباما. مع بلوغ عمليات الإعدام دون محاكمة في الجنوب ذروتها في 1895، ألقى واشنطن خطابًا عُرف باسم «تسوية أطلنطا»، والذي سّبب شهرته على الصعيد الوطني. ودعا من خلاله إلى تقدم السود عن طريق التعليم وريادة الأعمال، بدلًا من تحدي قوانين جيم كرو العنصرية وحرمان السود من حق الاقتراع في الجنوب.
حشد واشنطن ائتلافًا وطنيًا من أفراد الطبقة الوسطى من السود، وقادة الكنيسة، والإنسانيين البيض، والسياسيين، وكان هدفه على المدى البعيد تأسيس القوة الاقتصادية للمجتمع وتنمية الاعتزاز عبر التركيز على المساعدة الذاتية والتعليم. ولكنه دعم بشكل سري الطعن بقوانين التمييز العنصري والقيود المفروضة على تسجيل الناخبين.
دعم المقاتلون السود في الشمال بقيادة دو بوا تسوية أطلنطا، لكنهم اعترضوا لاحقًا عليها واختاروا تأسيس الجمعية الوطنية للنهوض بالملونين للعمل على إحداث التغيير السياسي.
وحاولوا تحدي آلة واشنطن السياسية في قيادة مجتمع السود لكنهم نجحوا بشكل محدود، وبنوا شبكات أوسع بين الحلفاء البيض في الشمال. بعد عقود من وفاة واشنطن في 1915، اتخذت حركة الحقوق المدنية في الخمسينيات شكلًا أكثر نشاطًا ونزعة عسكرية، والتي اعتمدت على منظمات جديدة ذات قاعدة شعبية في الجنوب، مثل التجمع من أجل المساواة العرقية ولجنة التنسيق الطلابية اللا عنفية ومؤتمر القيادة المسيحية في الجنوب.
أتقن واشنطن الخوض في الساحة السياسية في أواخر القرن التاسع عشر، ما مكنه من خداع الإعلام، وجمع الأموال، وتطوير الخطط، والصلات، والدفع نحو الأمام، ومكافأة الأصدقاء، وتوزيع المال، ومعاقبة معارضي خططه الساعية إلى تحسين أوضاع السود. وكان هدفه على المدى الطويل إنهاء تجميد الغالبية العظمى من الأمريكيين ذوي الأصول الأفريقية الذين ما زالوا يعيشون في الجنوب.

## نظرة عامة
في عام 1856، ولد واشنطن في العبودية في فرجينيا، أمه جين، عبدة أمريكية أفريقية. بعد انعتاق جين، انتقلت مع عائلتها إلى غرب فيرجينيا للانضمام إلى زوجها واشنطن فيرغوسن. كانت فرجينيا الغربية قد انفصلت عن ولاية فرجينيا وانضمت إلى الاتحاد كدولة حرة خلال الحرب الأهلية. شق واشنطن في شبابه طريقه في معهد هامبتون (كلية تاريخية للسود وهي اليوم جامعة هامبتون)  كما التحق بكلية وايلاند (وهي الآن جامعة فرجينيا يونيون).
في عام 1881، أصبح واشنطن الشاب أول رئيس لمعهد توسكيجي في ألاباما، والذي أُنشئ لتوفير التعليم العالي للسود. طور واشنطن الكلية من الصفر، وجند الطلاب في تشييد المباني، من الصفوف إلى المهاجع. وكان العمل في الكلية أساسيًا للتوسع في تعليم الطلبة. وأبقى على مزرعة كبيرة لتأمين الدعم الذاتي للجامعة من خلالها عبر الرعي والزراعة.
تابع واشنطن توسيع المدرسة. لفت واشنطن الأنظار في خطاب أطلنطا عام 1895، والذي جذب الساسة والعامة. وأصبح متحدثًا ذا شعبية باسم المواطنين الأمريكيين الأفارقة. أسس شبكة وطنية من الداعمين في الكثير من مجتمعات السود، والوزراء السود، والمعلمين، ورجال الأعمال ليكونوا داعميه الأساسيين. لعب واشنطن دورًا مهيمنًا في سياسة السود، وفاز بدعم واسع في مجتمع السود في الجنوب وفي أوساط المزيد من الليبراليين البيض (وخاصة الأثرياء البيض في الشمال). تمكن من الوصول إلى كبار القادة الوطنيين في السياسة والعمل الخيري والتعليم. وتعاون مع البيض وحشد الدعم من الأثرياء محبي العمل الخيري. أكد واشنطن أن الطريقة الأكثر ضمانًا لحصول السود على المساواة في الحقوق الاجتماعية هي إظهار قدرتهم في الصناعة والادخار والذكاء والملكية.
بدأ منذ 1912 ببناء علاقة مع الخيري جوليوس روزنوولد الذي عمل في مجلس الأمناء في توسكيجي لبقية حياته، وقدم تبرعات كبيرة له. بالإضافة لذلك، تعاونا معًا في برنامج تجريبي للمهندسين المعماريين في توسكيجي، بهدف تصميم ست مدارس نموذجية يمكن بناؤها للطلاب الأمريكيين الأفارقة في المناطق الريفية في الجنوب. لم تُمول هذه المشاريع من قبل الولاية والحكومة المحلية بالشكل الكافي. بعد نجاحهما في عامي 1913 و1914، أسس روزنوولد «مؤسسة روزوولد» في عام 1917 لدعم الجهود من أجل المدارس. توسعت المؤسسة إلى دعم المدارس الريفية عبر تزويدها بما تحتاج وتطويرها، منحت التمويل للمجتمعات الملتزمة بافتتاح المدارس ومولت بناء المدارس وصيانتها، بالتعاون مع مجالس إدارة مدارس البيض. بُنيت خمسة آلاف مدرسة صغيرة جديدة في مناطق ريفية لتحسين الوضع التعليمي للسود في الجنوب، معظمها بني بعد وفاة واشنطن عام 1915.
أطلق نقاد الشمال على منظمة واشنطن الواسعة والقوية اسم «آلة توسكيجي». بعد 1909 انتُقد واشنطن من قبل زعماء السود وخاصة دو بوا، الذي دعا إلى اتباع لهجة أقوى في الاحتجاج من أجل النهوض بالحقوق المدينة للسود. وأجاب واشنطن عن ذلك بأن هذه المواجهة ستؤدي إلى كارثة بالنسبة للأعداد المتزايدة من السود في المجتمع، وأن التعاون مع الداعمين البيض هو السبيل الوحيد للتغلب على العنصرية المتفشية على المدى البعيد.
وفي الوقت نفسه مول واشنطن بشكل سري قضايا الحقوق المدنية في المحاكم، مثل الطعون في الدساتير الجنوبية والقوانين منذ مطلع القرن. كان الأمريكيون الأفارقة ينتمون بقوة إلى الحزب الجمهوري، وكانت لواشنطن صلات وثيقة بزعماء الحزب الجمهوري الوطنيين. وكان يُدعى لأخذ مشورته من قبل الرؤساء ثيودور روزفلت ووليام هوارد تافت.
بالإضافة إلى مساهماته في مجال التعليم، كتب واشنطن أربعة عشر كتابًا، ولا تزال سيرته الذاتية التي نشرت عام 1901 «الصعود من العبودية» تُقرأ اليوم في نطاق واسع. عمل واشنطن في فترة انتقالية صعبة على تحسين علاقة العمل بين الأعراق. ساهم عمله بشكل بالغ في تعليم السود، ودعمهم ماليًا، ومساعدتهم على فهم النظام القانوني في الولايات المتحدة، ساعد ذلك على إكساب السود المهارات اللازمة لإنشاء حركة الحقوق المدنية، ما أدى إلى إقرار قوانين الحقوق المدنية الفيدرالية الهامة في القرن العشرين لاحقًا.

## الوفاة
بالرغم من أسفاره المكثفة وعمله الواسع، بقي واشنطن رئيسًا لتوسكيجي. تدهورت صحته بشكل متسارع في 1915، وانهار في نيويورك وشُخصت إصابته بداء برايت وهو من أمراض الكلى من قبل طبيبين مختلفين. وعند إخباره بأن أيامه باتت معدودة، عبّر واشنطن عن رغبته بالوفاة في توسكيجي. استقلّ القطار إلى توسكيجي ووصل قبل منتصف ليل 14 نوفمبر 1915. توفي بعد ساعات قليلة عن عمر 59 عامًا. دُفن في حرم جامعة توسكيجي قرب كنيسة الجامعة.
في وقت وفاته كان يُعتقد أنه توفي نتيجة فشل القلب الاحتقاني، الذي تأزّم بسبب الإرهاق في العمل. في مارس 2006 سمح أحفاده بتفحص سجلاته الطبية، وقد بينت هذه السجلات أنه أصيب بارتفاع الضغط، وأن ضغطه الدموي كان يفوق ضعف القيمة الطبيعية، وهذا ما يؤكد الشكوك القديمة.
عند وفاته، كان وقف توسكيجي يقارب مليوني دولار، وكان العمل على تعليم السود (أهم إنجازات واشنطن) يمضي قدمًا.

## الإرث

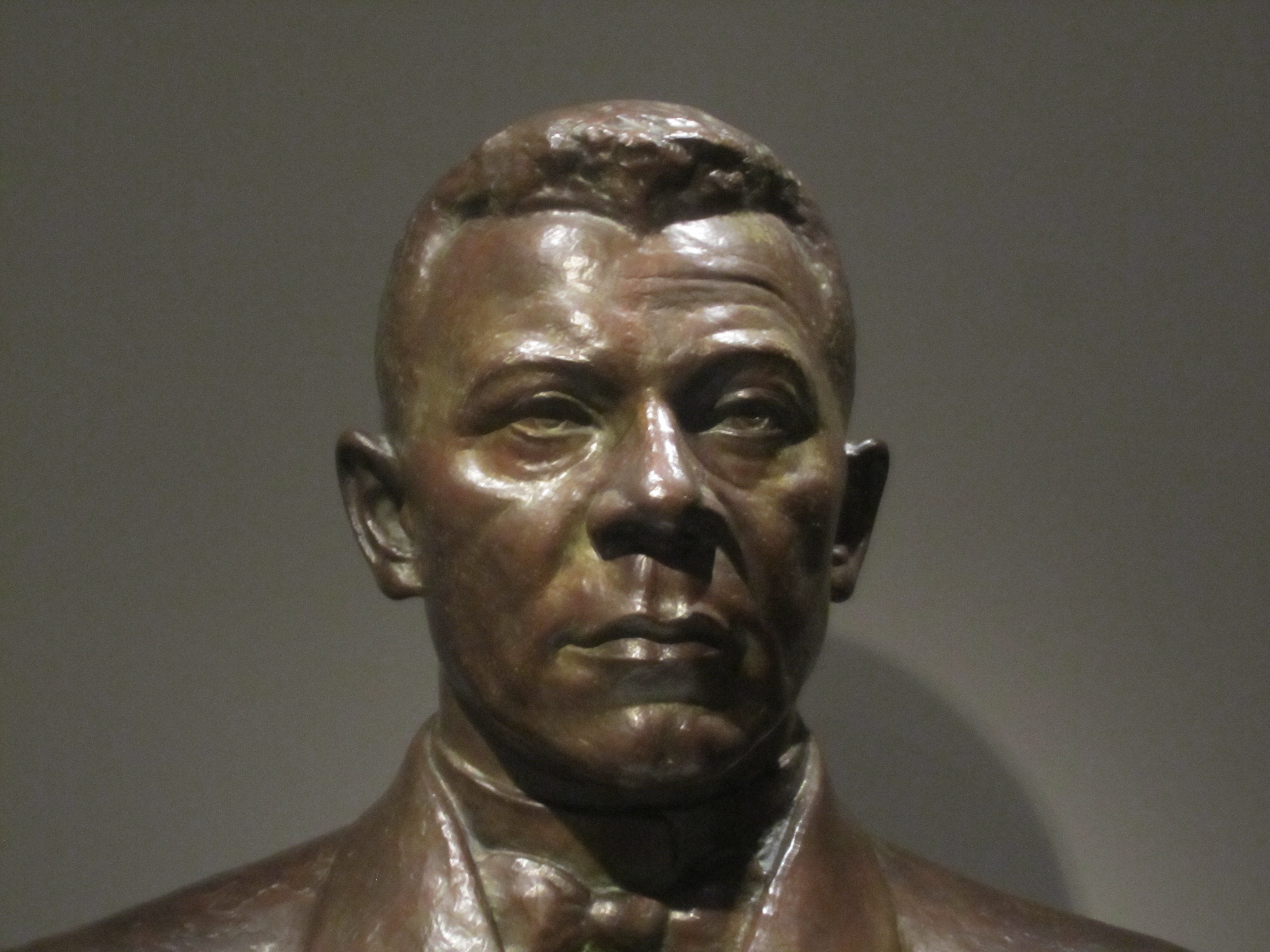
نحت بوكر تي واشنطن في معرض الصور الوطني

حظي واشنطن بالاحترام الكبير من قبل المحافظين في مجال الأعمال من البيض والسود. يجادل المؤرخ إريك فونر في أن حركة الحرية في أواخر القرن التاسع عشر غيرت اتجاهاتها لتتوافق مع الإطار الاقتصادي والفكري الجديد في أمريكا. شدد الزعماء السود على بناء أنفسهم من الناحية الاقتصادية والتقدم الفردي لأفراد الطبقة الوسطى كاستراتيجية أكثر فائدة من التحريض السياسي. ولذلك ركزوا على التعليم ومحو الأمية في فترة ما بعد الحرب الأهلية. شهد خطاب أطلنطا الشهير عام 1895 هذا التحول، إذ دعا السود إلى تطوير مزارعهم ومهاراتهم الصناعية وريادتهم للأعمال، كمرحلة تالية في طريق الخروج من العبودية.
بحلول ذلك الوقت، أقرت ميسيسيبي دستورًا جديدًا، وكانت الولايات الجنوبية الأخرى تحذو حذوها، أو تسن قوانين انتخابية لرفع الحواجز أمام الناخبين، أُكمل العمل على تجميد السود انتخابيًا في مطلع القرن العشرين للحفاظ على تفوق البيض، في نفس الوقت، رتب واشنطن دعمًا ماليًا سريًا للطعون القانونية على الحظر الانتخابي وقوانين التمييز العنصري، واعتقد أنها الطريقة الأنسب للهجوم على تلك القوانين.
رفض واشنطن تحريض المحررين من العبودية بشكل مستمر للحصول على المساواة التامة، ونصح السود بأنه من غير المجدي أن يُجابَه التمييز في تلك المرحلة، يَخلص فونر إلى أن دعم مجتمع السود القوي لواشنطن كان متجذرًا في إدراكهم الواسع للوقائع القانونية والسياسية التي يعيشونها، ومعرفتهم أن مواجهة البيض بالقوة مستحيلة، وأن أفضل طريقة للمضي نحو الأمام هي التركيز على بناء الهيكلية الاقتصادية والاجتماعية.
كتب المؤرخ سي فان وودوارد في عام 1951 عن واشنطن: «لم يعرف إنجيل رجل الأعمال في المشاريع الحرة والمنافسة والعمل نصيرًا أكثر إخلاصًا منه».
انقسم المؤرخون من أواخر القرن العشرين في توصيفهم لواشنطن، يصفه البعض بأنه صاحب رؤية قادرة على قراءة العقول بمهارة عالم نفسي كبير، أتقن قواعد اللعبة السياسية للقرن التاسع عشر ولعبها بدهاء. يقول البعض الآخر إنه كان يخدم نفسه، وإنه نرجسي، هدد وعاقب كل من اعترض مصالحه الشخصية، وسافر محاطًا بحاشية، وقضى الكثير من الوقت في جمع التبرعات وتوقيع الإمضاءات، وإلقاء الخطابات الوطنية الرنانة المليئة بالأعلام، ما يوحي بأنه كان داهية ولم يكن قائدًا إيثاريًا.
أطلق الناس على واشنطن اسم «ساحر توسكيجي» لمهارته السياسية المتطورة، وقدرته على بناء آلة سياسية وطنية اعتمدت على الطبقة الوسطى من السود، وأصحاب الأعمال الخيرية من البيض، ودعم الحزب الجمهوري. دعا معارضوه هذه الشبكة «آلة واشنطن» بسبب سيطرتها وقدرته على كسب المجموعات بما فيها البيض أصحاب النفوذ والمجتمعات التجارية والتعليمية السوداء في جميع أنحاء البلاد. نصح واشنطن بالاستفادة من التبرعات المالية للمحسنين وتجنب معاداة البيض بما يتوافق مع الحقائق السياسية في عصره.

## أعماله
- مستقبل الزنجي الأمريكي، 1899.
- الصعود من العبودية، 1901.
- بناء الشخصيات، 1902.
- العمل بالأيدي، 1904.
- توسكيجي وشعبها (محرِر)، 1905.
- الزنوج في الجنوب (مع دي بوا)، 1907.

## روابط خارجية
- بوكر تي واشنطن على موقع الموسوعة البريطانية (الإنجليزية)
- بوكر تي واشنطن على موقع ميوزك برينز (الإنجليزية)
- بوكر تي واشنطن على موقع إن إن دي بي (الإنجليزية)
- بوكر تي واشنطن على موقع ديسكوغز (الإنجليزية)